# Bailliage de Trachselwald
Risque de confusion avec le bailliage de Trachselwald (allemand : Oberamt Trachselwald), nom du district de Trachselwald jusqu'en 1831
1408–1798
Entités précédentes :
- Baronnie de Trachselwald

Entités suivantes :
- District de Trachselwald

Carte des bailliages bernois.

Le bailliage de Trachselwald (allemand : Landvogtei Trachselwald) est un bailliage bernois. Il est créé en 1408.

## Histoire
Trachselwald est d'abord une baronnie qui appartient aux Trachswald, puis aux Rüti et enfin aux Sumiswald. Pendant la guerre de Berthoud, la ville de Berne assiège le château et Burkart von Sumiswald est forcé à reprendre le château en fief de le ville en remplacement des Kibourg.
Le bailliage de Trachselwald est créé en 1408. Il est composé de Langnau im Emmental, Ranflüh, Lauperswil, Rüderswil, Huttwil et Trachselwald. Schangnau est ajoutée en 1420, Affoltern im Emmental (y compris une partie d'Oeschenbach et de Walterswil) avant 1431, Eriswil en 1504 et Trub en 1528.

## Baillis
Les baillis sont les suivants :
- 1649-1654 : Samuel Tribolet[3] ;
- 1660-1666 : Christian Willading[4].